# 袁昭容
袁昭容（?—?），中国南北朝南朝陈宣帝陈顼的妃嫔，封为昭容。
袁昭容生下陈顼第十二子陈叔文、陈顼第十七子陈叔达、陈顼第三十一子陈叔坦。陈叔文被封为晋熙王，陈叔达被封为义阳王，陈叔坦被封为新会王。
祯明三年（589年）正月，陈朝灭亡后，陈叔文、陈叔达、陈叔坦和大哥陈叔宝一起归顺隋朝，被隋朝迁入关中。陈叔文官至宜州刺史，陈叔坦官至涉县令。陈叔达在唐朝官至纳言、侍中（门下省长官，宰相）。袁昭容一直活到唐朝，唐高祖御前宴会，陈叔达拿到葡萄不吃。唐高祖问其缘故，陈叔达回答：“臣母患口乾，求之不能致，想要拿回去给母亲吃。”唐高祖感动着说：“陈卿还有母亲可以奉给水果吃！”因赐物三百段。，唐太宗贞观年间袁氏去世。